# Typhlodromus submarinus
Typhlodromus submarinus är en spindeldjursart som beskrevs av Wu, Lan och Zeng 1997. Typhlodromus submarinus ingår i släktet Typhlodromus och familjen Phytoseiidae. Inga underarter finns listade i Catalogue of Life.